# Liste der Kulturdenkmale in Rennersdorf
In der Liste der Kulturdenkmale in Rennersdorf sind die Kulturdenkmale des Ortsteils Rennersdorf der sächsischen Stadt Herrnhut verzeichnet, die bis Juni 2018 vom Landesamt für Denkmalpflege Sachsen erfasst wurden (ohne archäologische Kulturdenkmale). Die Anmerkungen sind zu beachten.

## Liste der Kulturdenkmale in Rennersdorf
| Bild                                    | Bezeichnung | Lage                                                                                                  | Datierung                                                                            | Beschreibung | ID       |
| --------------------------------------- | --- | --- | ------------------------------------------------------------------------------------ | --- | -------- |
| Direkt Bild zu diesem Denkmal hochladen | Wegestein | (Gemarkung Niederrennersdorf, Flurstück 685/1, Gemeindegrenze Richtung Bernstadt a. d. Eigen) (Karte) | 19. Jahrhundert                                                                      | Verkehrsgeschichtlich von Bedeutung | 08960886 |
| Weitere Bilder                          | Mahlgebäude, Seitengebäude und Wohnhaus eines Mühlenanwesens (Neumühle Gustav Ritter) | Am Eichler 3 (Karte)                                                                                  | Wetterfahne bezeichnet mit 1881 (Seitengebäude)                                      | Baugeschichtlich, ortsgeschichtlich und technikgeschichtlich von Bedeutung | 08960924 |
|                                         | Rittergut Oberrennersdorf (Sachgesamtheit), Oberes Gut | Am Eichler 4 (Karte)                                                                                  | 18./19. Jahrhundert                                                                  | Sachgesamtheit Rittergut Oberrennersdorf mit folgenden Einzeldenkmalen: Herrenhaus, alle Gebäude des östlichen Wirtschaftstraktes und zwei Gebäude des westlichen Wirtschaftstraktes sowie nördliche Einfriedungsmauer und drei Toreinfahrten (siehe Einzeldenkmale gleiche Anschrift – Obj. 08960723) sowie der Wirtschaftshof als Sachgesamtheitsteil; baugeschichtlich und ortsgeschichtlich von Bedeutung [Störelement: südlicher Gebäudeabschluss des Hofes] | 09303254 |
| Direkt Bild zu diesem Denkmal hochladen | Herrenhaus, alle Gebäude des östlichen Wirtschaftstraktes und zwei Gebäude des westlichen Wirtschaftstraktes sowie nördliche Einfriedungsmauer und drei Toreinfahrten (Einzeldenkmale zu ID-Nr. 09303254)                                                                                    | Am Eichler 4 (Karte)                                                                                  | Nach 1740 (Herrenhaus); bezeichnet mit 1872 (Tafel am östlichen Wirtschaftsgebäude)  | Einzeldenkmale der Sachgesamtheit Rittergut Oberrennersdorf; baugeschichtlich und ortsgeschichtlich von Bedeutung | 08960723 |
| Weitere Bilder                          | Türstock des Wohnmühlenhauses, Mühlstein und altes Mahlgebäude mit Mühlentechnik der Schmidtmühle | Am Fuchsberg 4 (Karte)                                                                                | Wahrscheinlich 18. Jahrhundert (Mahlgebäude); Türstock bezeichnet mit 1829 (Portal)  | Ortsgeschichtlich und technikgeschichtlich von Bedeutung | 08960901 |
| Direkt Bild zu diesem Denkmal hochladen | Wohnstallhaus mit integriertem Wirtschaftsteil | Am Fuchsberg 9 (Karte)                                                                                | 18. Jahrhundert                                                                      | Obergeschoss Fachwerk, baugeschichtlich und sozialgeschichtlich von Bedeutung | 08960902 |
| Direkt Bild zu diesem Denkmal hochladen | Wohnhaus (Umgebinde) | Am Fuchsberg 10 (Karte)                                                                               | 1. Hälfte 19. Jahrhundert                                                            | Obergeschoss Fachwerk, originales Aussehen, baugeschichtlich und sozialgeschichtlich von Bedeutung | 08960903 |
| Direkt Bild zu diesem Denkmal hochladen | Scheune und drei Granittröge eines Vierseithofes | Am Fuchsberg 13 (Karte)                                                                               | 1. Hälfte 19. Jahrhundert                                                            | Fachwerk-Scheune mit weitem Dachüberstand, in hohem Maße im ursprünglichen Aussehen erhalten, baugeschichtlich und wirtschaftsgeschichtlich von Bedeutung | 08960904 |
| Direkt Bild zu diesem Denkmal hochladen | Wohnstallhaus (Umgebinde) | Am Gittelberg 1 (Karte)                                                                               | Ende 18. Jahrhundert                                                                 | Obergeschoss Fachwerk, in hohem Maße originales Aussehen an bildprägender Stelle, baugeschichtlich und sozialgeschichtlich von Bedeutung | 08960868 |
| Direkt Bild zu diesem Denkmal hochladen | Wohnstallhaus mit integriertem Wirtschaftsteil | Am Gittelberg 2 (Karte)                                                                               | Ende 18. Jahrhundert                                                                 | Obergeschoss Fachwerk, weitgehend in Konstruktion und Aussehen erhalten, baugeschichtlich von Bedeutung | 08960869 |
| Weitere Bilder                          | Mühlenanwesen mit Wohnmühlenhaus, späterem Technikgebäude, zwei Seitengebäuden und Resten des Wasserbaues (Niedermühle) | Am Heideberg 1 (Karte)                                                                                | Bezeichnet mit 1877 (Seitengebäude); Anfang 20. Jahrhundert (Technikgebäude)         | Baugeschichtlich und ortsgeschichtlich von Bedeutung | 08960915 |
| Direkt Bild zu diesem Denkmal hochladen | Wohnstallhaus mit integriertem Wirtschaftsteil | Am Heideberg 2 (Karte)                                                                                | Um 1800                                                                              | Obergeschoss Fachwerk, hochgradig im ursprünglichen Aussehen erhalten, baugeschichtlich und wirtschaftsgeschichtlich von Bedeutung | 08960916 |
| Direkt Bild zu diesem Denkmal hochladen | Wohnstallhaus und Scheune eines Dreiseithofes | Am Mühlberg 3 (Karte)                                                                                 | 1. Hälfte 19. Jahrhundert                                                            | Wohnstallhaus Obergeschoss Fachwerk, baugeschichtlich und wirtschaftsgeschichtlich von Bedeutung, durch exponierte Lage entscheidend bildprägend | 08960917 |
| Direkt Bild zu diesem Denkmal hochladen | Wohnhaus | An der Pließnitz 1 (Karte)                                                                            | Um 1800                                                                              | Obergeschoss Fachwerk, bildprägender Bestandteil der Auenbebauung, baugeschichtlich von Bedeutung | 08960914 |
| Direkt Bild zu diesem Denkmal hochladen | Fußgängerbrücke | Hauptstraße (Nordgasse) (Karte)                                                                       | 2. Hälfte 19. Jahrhundert                                                            | Technikgeschichtlich von Bedeutung | 08960906 |
| Direkt Bild zu diesem Denkmal hochladen | Straßenbrücke | Hauptstraße (Am Wehr) (Karte)                                                                         | 19. Jahrhundert                                                                      | Haustein-Bogenbrücke, baugeschichtlich von Bedeutung | 08960905 |
|                                         | Gedenkstein an das Hochwasser vom 14. Juni 1880 | Hauptstraße (unterhalb der Kirche) (Karte)                                                            | Nach 1880                                                                            | Ortsgeschichtlich von Bedeutung | 08960900 |
| Direkt Bild zu diesem Denkmal hochladen | Mühle mit Wohnhaus, Seitengebäude und Wehr | Hauptstraße 1 (Karte)                                                                                 | 19. Jahrhundert                                                                      | Wohnhaus Obergeschoss Fachwerk, im ursprünglichen Aussehen erhalten, baugeschichtlich, ortsgeschichtlich und straßenbildprägend von Bedeutung | 08960883 |
| Direkt Bild zu diesem Denkmal hochladen | Wohnhaus | Hauptstraße 3 (Karte)                                                                                 | Um 1850                                                                              | Obergeschoss Fachwerk, baugeschichtlich und straßenbildprägend von Bedeutung | 08960882 |
| Direkt Bild zu diesem Denkmal hochladen | Wohnstallhaus und Scheune eines Bauernhofes | Hauptstraße 5 (Karte)                                                                                 | Bezeichnet mit 1837 (Wohnstallhaus); bezeichnet mit 1853 (Stall)                     | Baugeschichtlich und wirtschaftsgeschichtlich von Bedeutung | 08960880 |
| Direkt Bild zu diesem Denkmal hochladen | Wohnhaus | Hauptstraße 7 (Karte)                                                                                 | 18. Jahrhundert                                                                      | Obergeschoss Fachwerk, weitgehend im ursprünglichen Aussehen erhalten, baugeschichtlich und straßenbildprägend von Bedeutung | 08960879 |
| Direkt Bild zu diesem Denkmal hochladen | Wohnstallhaus mit integriertem Wirtschaftsteil | Hauptstraße 9 (Karte)                                                                                 | Laut Auskunft 1820er/1830er Jahre                                                    | Obergeschoss Fachwerk, baugeschichtlich von Bedeutung | 08960878 |
| Direkt Bild zu diesem Denkmal hochladen | Wohnstallhaus (Umgebinde-Rest) | Hauptstraße 13, 15 (Karte)                                                                            | 1. Hälfte 19. Jahrhundert, womöglich älter                                           | Obergeschoss Fachwerk, baugeschichtlich von Bedeutung, bildprägend durch exponierte Lage | 08960877 |
| Direkt Bild zu diesem Denkmal hochladen | Wohnstallhaus (Umgebinde-Rest) eines Bauernhofes | Hauptstraße 14 (Karte)                                                                                | 1. Hälfte 19. Jahrhundert                                                            | Obergeschoss Fachwerk, baugeschichtlich und ortsbildprägend von Bedeutung | 08960881 |
| Direkt Bild zu diesem Denkmal hochladen | Wohnstallhaus (Umgebinde-Rest) | Hauptstraße 19 (Karte)                                                                                | 1. Hälfte 19. Jahrhundert, womöglich älter                                           | Obergeschoss Fachwerk, baugeschichtlich von Bedeutung, bildprägend durch exponierte Lage | 08960876 |
| Direkt Bild zu diesem Denkmal hochladen | Transformatorenhäuschen | Hauptstraße 24 (bei) (Karte)                                                                          | 1920er Jahre                                                                         | Kleiner Bau mit Sandsteinsockel und mittig angehobenem Satteldach mit Belüftungslamellen und Biberschwanzdeckung, technikgeschichtlich von Bedeutung | 09301955 |
| Direkt Bild zu diesem Denkmal hochladen | Wohnhaus | Hauptstraße 25 (Karte)                                                                                | 18. Jahrhundert                                                                      | Obergeschoss Fachwerk, ehemaliges Umgebindehaus, trotz Veränderungen weitgehend im ursprünglichen Aussehen erhalten, baugeschichtlich und sozialgeschichtlich von Bedeutung | 08960875 |
| Direkt Bild zu diesem Denkmal hochladen | Wohnstallhaus | Hauptstraße 28 (Karte)                                                                                | Um 1800                                                                              | Obergeschoss Fachwerk, baugeschichtlich und ortsbildprägend von Bedeutung | 08960874 |
| Direkt Bild zu diesem Denkmal hochladen | Wohnhaus (Umgebinde) | Hauptstraße 31 (Karte)                                                                                | 18. Jahrhundert                                                                      | Obergeschoss Fachwerk, baugeschichtlich und straßenbildprägend von Bedeutung | 08960872 |
| Direkt Bild zu diesem Denkmal hochladen | Gedenkstein | Hauptstraße 31 (gegenüber) (Karte)                                                                    | 18. Jahrhundert                                                                      | Sandstein mit Inschrift „Der Junggesell Karl Friedrich ...“, ortsgeschichtlich von Bedeutung | 08960873 |
| Direkt Bild zu diesem Denkmal hochladen | Wohnstallhaus (Umgebinde-Rest) | Hauptstraße 35 (Karte)                                                                                | Um 1800                                                                              | Obergeschoss Fachwerk, alter Dachstuhl und Baukörper, baugeschichtlich und sozialgeschichtlich von Bedeutung | 08960871 |
| Direkt Bild zu diesem Denkmal hochladen | Wohnhaus | Hauptstraße 41 (Karte)                                                                                | 1. Hälfte 19. Jahrhundert                                                            | Obergeschoss Fachwerk, baugeschichtlich von Bedeutung | 08960870 |
| Direkt Bild zu diesem Denkmal hochladen | Wohnhaus | Hauptstraße 49 (Karte)                                                                                | Um 1800                                                                              | Obergeschoss Fachwerk, baugeschichtlich von Bedeutung | 08960892 |
| Direkt Bild zu diesem Denkmal hochladen | Wohnhaus | Hauptstraße 56 (Karte)                                                                                | Um 1800                                                                              | Obergeschoss Fachwerk, baugeschichtlich von Bedeutung | 08960891 |
| Direkt Bild zu diesem Denkmal hochladen | Wohnhaus, zwei Seitengebäude und Toreinfahrt eines Vierseithofes | Hauptstraße 57 (Karte)                                                                                | Bezeichnet mit 1887 (Toreinfahrt)                                                    | Baugeschichtlich und wirtschaftsgeschichtlich von Bedeutung | 08960896 |
| Weitere Bilder                          | Schlauchturm | Hauptstraße 57a (Karte)                                                                               | 1932/1933                                                                            | Turm Holzkonstruktion mit Satteldach, Schuppen mit zwei Pultdächern.ortsgeschichtlich von Bedeutung | 08960897 |
|                                         | Gasthof und Seitengebäude | Hauptstraße 70 (Karte)                                                                                | Tafel bezeichnet mit 1880 (Seitengebäude)                                            | Baugeschichtlich und ortsgeschichtlich von Bedeutung | 08960923 |
|                                         | Pfarrhaus mit Seitengebäude und Einfriedung | Hauptstraße 71 (Karte)                                                                                | Bezeichnet mit 1879                                                                  | Betonter Mittelrisalit, Putzgliederungen, baugeschichtlich und ortsgeschichtlich von Bedeutung | 08960920 |
| Weitere Bilder                          | Kirche und Kirchhof Rennersdorf (Sachgesamtheit) | Hauptstraße 71 (neben) (Karte)                                                                        | 18. Jahrhundert                                                                      | Sachgesamtheit Kirche und Kirchhof Rennersdorf mit folgenden Einzeldenkmalen: Kirche, Leichenhäusel, sechs Grabmale an der Kirchenwand, Gedenkstein für zehn im Ort ermordete jüdische Häftlinge, Denkmal für die Gefallenen des Ersten Weltkrieges vor dem Kirchhof sowie Kirchhofseinfriedung mit Torzugang und vorgelagerter Treppe (siehe Einzeldenkmale 08960921); baugeschichtlich und ortsgeschichtlich von Bedeutung                                      | 09303253 |
| Weitere Bilder                          | Kirche, Leichenhäusel, sechs Grabmale an der Kirchenwand, Gedenkstein für zehn im Ort ermordete jüdische Häftlinge, Denkmal für die Gefallenen des Ersten Weltkrieges vor dem Kirchhof sowie Kirchhofseinfriedung mit Torzugang und vorgelagerter Treppe (Einzeldenkmale zu ID-Nr. 09303253) | Hauptstraße 71 (neben) (Karte)                                                                        | 14. Jahrhundert (Kirche); 17./18. Jahrhundert (Grabmale); nach 1918 (Kriegerdenkmal) | Einzeldenkmale der Sachgesamtheit Kirche und Kirchhof Rennersdorf; baugeschichtlich und ortsgeschichtlich von Bedeutung | 08960921 |
| Weitere Bilder                          | Wohnhaus | Hauptstraße 75 (Karte)                                                                                | Um 1800                                                                              | Obergeschoss Fachwerk, baugeschichtlich von Bedeutung | 08960907 |
|                                         | Wohnhaus mit Scheune im rechten Winkel angebaut | Hauptstraße 76 (Karte)                                                                                | 2. Hälfte 19. Jahrhundert (Scheune)                                                  | Wohnhaus Obergeschoss Fachwerk, hochgradig im ursprünglichen Aussehen erhalten, baugeschichtlich und wirtschaftsgeschichtlich von Bedeutung | 08960898 |
| Direkt Bild zu diesem Denkmal hochladen | Wohnstallhaus, ohne Anbau | Hauptstraße 80 (Karte)                                                                                | 18. Jahrhundert                                                                      | Obergeschoss Fachwerk, hochgradig im ursprünglichen Aussehen erhalten, baugeschichtlich von Bedeutung | 08960899 |
| Direkt Bild zu diesem Denkmal hochladen | Straßenbrücke | Hauptstraße 108 (gegenüber) (Karte)                                                                   | 19. Jahrhundert                                                                      | Haustein-Bogenbrücke, baugeschichtlich von Bedeutung | 08960913 |
| Weitere Bilder                          | Webereigebäude einer ehemaligen Juteweberei | Im Kreppel 1 (Karte)                                                                                  | 2. Hälfte 19. Jahrhundert                                                            | Baugeschichtlich und ortsgeschichtlich von Bedeutung | 08960792 |
| Direkt Bild zu diesem Denkmal hochladen | Wohnstallhaus (Umgebinde) mit integriertem Wirtschaftsteil | Nordgasse 2 (Karte)                                                                                   | Um 1800, womöglich älter                                                             | Obergeschoss Fachwerk, trotz Veränderungen authentisches Beispiel traditioneller ländlicher Holzbauweise, baugeschichtlich und sozialgeschichtlich von Bedeutung | 08960912 |
| Direkt Bild zu diesem Denkmal hochladen | Ausgedinge | Nordgasse 5 (Karte)                                                                                   | Laut Auskunft 1880er Jahre                                                           | Sichtfachwerk in Erd- und Obergeschoss, Oberlaube unter Dachüberstand, hölzerner Treppenaufgang, weitgehend im ursprünglichen Aussehen erhalten, baugeschichtlich von Bedeutung | 08960910 |
| Direkt Bild zu diesem Denkmal hochladen | Wohnstallhaus | Nordgasse 8 (Karte)                                                                                   | 18. Jahrhundert                                                                      | Obergeschoss Fachwerk, zweifarbig verschiefert, zur Talseite Sichtfachwerk, weitgehend im originalen Aussehen erhalten, baugeschichtlich von Bedeutung | 08960909 |

## Ehemaliges Denkmal
| Bild | Bezeichnung                                                | Lage                   | Datierung                 | Beschreibung | ID       |
| ---- | ---------------------------------------------------------- | ---------------------- | ------------------------- | --- | -------- |
|      | Wohnstallhaus (Umgebinde) mit integriertem Wirtschaftsteil | Hauptstraße 59 (Karte) | 1. Hälfte 19. Jahrhundert | Obergeschoss Fachwerk, bau- und sozialgeschichtlich von Bedeutung. Zwischen 2018 und 2024 aus der Denkmalliste gestrichen. | 08960895 |

## Tabellenlegende
- Bild: Bild des Kulturdenkmals, ggf. zusätzlich mit einem Link zu weiteren Fotos des Kulturdenkmals im Medienarchiv Wikimedia Commons. Wenn man auf das Kamerasymbol klickt, können Fotos zu Kulturdenkmalen aus dieser Liste hochgeladen werden:
- Bezeichnung: Denkmalgeschützte Objekte und ggf. Bauwerksname des Kulturdenkmals
- Lage: Straßenname und Hausnummer oder Flurstücknummer des Kulturdenkmals. Die Grundsortierung der Liste erfolgt nach dieser Adresse. Der Link (Karte) führt zu verschiedenen Kartendiensten mit der Position des Kulturdenkmals. Fehlt dieser Link, wurden die Koordinaten noch nicht eingetragen. Sind diese bekannt, können sie über ein Tool mit einer Kartenansicht einfach nachgetragen werden. In dieser Kartenansicht sind Kulturdenkmale ohne Koordinaten mit einem roten bzw. orangen Marker dargestellt und können durch Verschieben auf die richtige Position in der Karte mit Koordinaten versehen werden. Kulturdenkmale ohne Bild sind an einem blauen bzw. roten Marker erkennbar.
- Datierung: Baubeginn, Fertigstellung, Datum der Erstnennung oder grobe zeitliche Einordnung entsprechend des Eintrags in der sächsischen Denkmaldatenbank
- Beschreibung: Kurzcharakteristik des Kulturdenkmals entsprechend des Eintrags in der sächsischen Denkmaldatenbank, ggf. ergänzt durch die dort nur selten veröffentlichten Erfassungstexte oder zusätzliche Informationen
- ID: Vom Landesamt für Denkmalpflege Sachsen vergebene, das Kulturdenkmal eindeutig identifizierende Objekt-Nummer. Der Link führt zum PDF-Denkmaldokument des Landesamtes für Denkmalpflege Sachsen. Bei ehemaligen Kulturdenkmalen können die Objektnummern unbekannt sein und deshalb fehlen bzw. die Links von aus der Datenbank entfernten Objektnummern ins Leere führen. Ein ggf. vorhandenes Icon  führt zu den Angaben des Kulturdenkmals bei Wikidata.